# Кизи ан Алмон
Кизи ан Алмон (фр. Cuisy-en-Almont) насеље је и општина у североисточној Француској у региону Пикардија, у департману Ен (Пикардија) која припада префектури Соасон.
По подацима из 2011. године у општини је живело 324 становника, а густина насељености је износила 35,33 становника/km². Општина се простире на површини од 9,17 km². Налази се на средњој надморској висини од 144 метара (максималној 153 m, а минималној 44 m).

## Демографија
| 1962. | 1968. | 1975. | 1982. | 1990. | 1999. | 2011. |
| ----- | ----- | ----- | ----- | ----- | ----- | ----- |
| 431   | 433   | 371   | 311   | 321   | 352   | 324   |

График промене броја становника у току последњих година